# Luciano Figueroa (calciatore 1981)
Luciano Gabriel Figueroa Herrera (Rosario, 19 maggio 1981) è un allenatore di calcio ed ex calciatore argentino, di ruolo attaccante.

## Carriera

### Club
Figueroa esordisce nel Rosario Central con cui, tra il 2001 e il 2003, raccoglie 57 presenze e 35 reti. Nell'ultima giornata del campionato di Clausura del 2003 realizza 5 delle reti con cui il Rosario Central supera il Boca Juniors per 7-2. Alla fine del torneo è capocannoniere del Clausura con 17 reti.
Nell'ottobre dello stesso anno passa ai messicani del Cruz Azul con cui segna 4 reti in 13 partite. Viene ingaggiato dal Birmingham City nel 2004, e in Inghilterra gioca una sola partita. Torna così, a novembre, al Cruz Azul, con cui segna 11 reti in 14 partite. Nel 2005 passa al Villarreal, nelle cui file milita per due anni. Nella prima stagione nella Primera División spagnola segna 3 gol in 15 gare di campionato e 2 gol nelle 6 partite di Coppa UEFA. L'anno seguente segna 2 gol in 12 partite in campionato ed un gol in 7 incontri di UEFA Champions League, prima di trasferirsi, nel gennaio 2006, al River Plate. Successivamente viene acquistato dal Genoa per il campionato di Serie B 2006-2007.
Il suo esordio in rossoblù, previsto inizialmente per ottobre 2006, data teorica di guarigione dall'infortunio, arriva solo il 28 ottobre 2007, nella sfida tra Genoa e Fiorentina, quando debutta in Serie A nel secondo tempo della partita. Il 9 dicembre, nella sfida persa per 1-3 in casa contro il Siena, all'89' l'attaccante argentino realizza il suo primo gol in Italia.
Il 9 ottobre 2008 arriva l'ufficialità del passaggio di Figueroa al Boca Juniors attraverso la forma del prestito annuale con diritto di riscatto. Rientrato a Genova per fine prestito, viene incluso nella lista dei giocatori schierabili in Europa League vista l'indisponibilità degli infortunati Floccari, Janković e Palladino. Sigla una doppietta nell'incontro di Europa League contro l'Odense, incontro poi finito 3-1 per i rossoblù. Nelle successive partite di campionato colleziona diverse presenze e la società decide di tenerlo in rosa ma in seguito, anche a causa di un nuovo infortunio, trova poco spazio e nel gennaio 2010 rescinde il contratto con il Genoa e firma un accordo di due anni e mezzo con la sua prima squadra, il Rosario Central.
Il 9 gennaio 2012 l'attaccante argentino trasferisce a titolo definitivo all'Emelec, club militante in Primera Categoría Serie A. Svincolatosi dall'Emelec, l'8 febbraio 2013 firma un contratto di 6 mesi col Panathīnaïkos. Nel 2014 si trasferisce al Johor che milita nella Malaysia Super League, il massimo campionato malese. Nel 2016 si ritira.

### Nazionale
Con la Nazionale ha giocato la Coppa America 2004 (medaglia d'argento), le Olimpiadi di Atene 2004 (medaglia d'oro) e la Confederation Cup 2005 (secondo posto).
In totale ha collezionato 15 presenze e 9 gol prima di infortunarsi gravemente e perdere l'opportunità di giocare il Mondiale del 2006, uscendo dal giro della Nazionale.

## Statistiche

### Cronologia presenze e reti in nazionale
| Cronologia completa delle presenze e delle reti in nazionale ― Argentina Olimpica | Cronologia completa delle presenze e delle reti in nazionale ― Argentina Olimpica | Cronologia completa delle presenze e delle reti in nazionale ― Argentina Olimpica | Cronologia completa delle presenze e delle reti in nazionale ― Argentina Olimpica | Cronologia completa delle presenze e delle reti in nazionale ― Argentina Olimpica | Cronologia completa delle presenze e delle reti in nazionale ― Argentina Olimpica | Cronologia completa delle presenze e delle reti in nazionale ― Argentina Olimpica | Cronologia completa delle presenze e delle reti in nazionale ― Argentina Olimpica |
| Data                                                                              | Città                                                                             | In casa                                                                           | Risultato                                                                         | Ospiti                                                                            | Competizione                                                                      | Reti                                                                              | Note                                                                              |
| --------------------------------------------------------------------------------- | --------------------------------------------------------------------------------- | --------------------------------------------------------------------------------- | --------------------------------------------------------------------------------- | --------------------------------------------------------------------------------- | --------------------------------------------------------------------------------- | --------------------------------------------------------------------------------- | --------------------------------------------------------------------------------- |
| 10-1-2004                                                                         | Coquimbo                                                                          | Argentina olimpica                                                                | 2 – 1                                                                             | Bolivia olimpica                                                                  | Torneo Pre-Olimpico CONMEBOL 2004                                                 | -                                                                                 |                                                                                   |
| 16-1-2004                                                                         | La Serena                                                                         | Argentina olimpica                                                                | 4 – 2                                                                             | Colombia olimpica                                                                 | Torneo Pre-Olimpico CONMEBOL 2004                                                 | -                                                                                 |                                                                                   |
| 21-1-2004                                                                         | Valparaíso                                                                        | Argentina olimpica                                                                | 1 – 0                                                                             | Brasile olimpica                                                                  | Torneo Pre-Olimpico CONMEBOL 2004                                                 | -                                                                                 |                                                                                   |
| 23-1-2004                                                                         | Viña del Mar                                                                      | Argentina olimpica                                                                | 2 – 1                                                                             | Paraguay olimpica                                                                 | Torneo Pre-Olimpico CONMEBOL 2004                                                 | 2                                                                                 |                                                                                   |
| 25-1-2004                                                                         | Viña del Mar                                                                      | Cile olimpica                                                                     | 2 – 2                                                                             | Argentina olimpica                                                                | Torneo Pre-Olimpico CONMEBOL 2004                                                 | 1                                                                                 |                                                                                   |
| Totale                                                                            |                                                                                   | Presenze                                                                          | 5                                                                                 |                                                                                   | Reti                                                                              | 3                                                                                 |                                                                                   |

| Cronologia completa delle presenze e delle reti in nazionale ― Argentina | Cronologia completa delle presenze e delle reti in nazionale ― Argentina | Cronologia completa delle presenze e delle reti in nazionale ― Argentina | Cronologia completa delle presenze e delle reti in nazionale ― Argentina | Cronologia completa delle presenze e delle reti in nazionale ― Argentina | Cronologia completa delle presenze e delle reti in nazionale ― Argentina | Cronologia completa delle presenze e delle reti in nazionale ― Argentina | Cronologia completa delle presenze e delle reti in nazionale ― Argentina |
| Data                                                                     | Città                                                                    | In casa                                                                  | Risultato                                                                | Ospiti                                                                   | Competizione                                                             | Reti                                                                     | Note                                                                     |
| ------------------------------------------------------------------------ | ------------------------------------------------------------------------ | ------------------------------------------------------------------------ | ------------------------------------------------------------------------ | ------------------------------------------------------------------------ | ------------------------------------------------------------------------ | ------------------------------------------------------------------------ | ------------------------------------------------------------------------ |
| 27-6-2004                                                                | Miami                                                                    | Argentina                                                                | 0 – 2                                                                    | Colombia                                                                 | Amichevole                                                               | -                                                                        |                                                                          |
| 30-6-2004                                                                | New York                                                                 | Argentina                                                                | 2 – 1                                                                    | Perù                                                                     | Amichevole                                                               | -                                                                        |                                                                          |
| 10-7-2004                                                                | Chiclayo                                                                 | Messico                                                                  | 1 – 0                                                                    | Argentina                                                                | Coppa America 2004 - 1º turno                                            | -                                                                        |                                                                          |
| 13-7-2004                                                                | Piura                                                                    | Argentina                                                                | 4 – 2                                                                    | Uruguay                                                                  | Coppa America 2004 - 1º turno                                            | 2                                                                        |                                                                          |
| 17-7-2004                                                                | Chiclayo                                                                 | Perù                                                                     | 0 – 1                                                                    | Argentina                                                                | Coppa America 2004 - 1º turno                                            | -                                                                        |                                                                          |
| 20-7-2004                                                                | Lima                                                                     | Argentina                                                                | 3 – 0                                                                    | Colombia                                                                 | Coppa America 2004 - Semifinale                                          | -                                                                        |                                                                          |
| 9-10-2004                                                                | Buenos Aires                                                             | Argentina                                                                | 4 – 2                                                                    | Uruguay                                                                  | Qual. Mondiali 2006                                                      | 2                                                                        |                                                                          |
| 13-10-2004                                                               | Santiago                                                                 | Cile                                                                     | 0 – 0                                                                    | Argentina                                                                | Qual. Mondiali 2006                                                      | -                                                                        |                                                                          |
| 17-11-2004                                                               | Buenos Aires                                                             | Argentina                                                                | 3 – 2                                                                    | Venezuela                                                                | Qual. Mondiali 2006                                                      | -                                                                        |                                                                          |
| 26-3-2005                                                                | La Paz                                                                   | Bolivia                                                                  | 1 – 2                                                                    | Argentina                                                                | Qual. Mondiali 2006                                                      | 1                                                                        |                                                                          |
| 4-6-2005                                                                 | Quito                                                                    | Ecuador                                                                  | 2 – 0                                                                    | Argentina                                                                | Qual. Mondiali 2006                                                      | -                                                                        |                                                                          |
| 18-6-2005                                                                | Norimberga                                                               | Australia                                                                | 2 – 4                                                                    | Argentina                                                                | Conf. Cup 2005 - 1º turno                                                | 3                                                                        |                                                                          |
| 21-6-2005                                                                | Norimberga                                                               | Germania                                                                 | 2 – 2                                                                    | Argentina                                                                | Conf. Cup 2005 - 1º turno                                                | -                                                                        |                                                                          |
| 26-6-2005                                                                | Hannover                                                                 | Messico                                                                  | 1 – 1 dts (5 – 6 dtr)                                                    | Argentina                                                                | Conf. Cup 2005 - Semifinale                                              | 1                                                                        |                                                                          |
| 29-6-2005                                                                | Francoforte                                                              | Brasile                                                                  | 4 – 1                                                                    | Argentina                                                                | Conf. Cup 2005 - Finale                                                  | -                                                                        |                                                                          |
| Totale                                                                   |                                                                          | Presenze                                                                 | 15                                                                       |                                                                          | Reti                                                                     | 9                                                                        |                                                                          |

## Palmarès

### Club
- Campionato argentino: 1

Boca Juniors: Apertura 2008
- Campionato Malese: 2

Johor Darul Ta'zim: 2014, 2015

### Nazionale
- Oro olimpico: 1

Atene 2004

### Individuale
- Capocannoniere del Campionato argentino: 1

Rosario Central: Clausura 2003 (17 gol)